# Liste der Botschafter der Vereinigten Staaten in Mauritius
Der Botschafter der Vereinigten Staaten von Amerika in Mauritius ist der Botschafter der Vereinigten Staaten von Amerika in Mauritius. Zwischen 1993 und 2006 war der Botschafter auch den Komoren akkreditiert, seit 1996 auf den Seychellen.

## Botschafter
| Amtszeit  | Name                        | Bemerkung                                                                                                 |
| --------- | --------------------------- | --- |
| 1968–     | William Bertrand Hussey     | Chargé d’Affaires ad interim                                                                              |
| 1968–1969 | David Sjodahl King          | Seit 1967 auch akkreditiert in Madagaskar, stationiert in Antananarivo                                    |
| 1970–1973 | William Dodd Brewer         | |
| 1974–1976 | Philip Wallace Manhard      | |
| 1976–1978 | Robert Vossler Keeley       | |
| 1978–1980 | Samuel Rhea Gammon III      | |
| 1980–1983 | Robert Charles Frost Gordon | |
| 1983–1986 | George Roberts Andrews      | |
| 1986–1989 | Ronald DeWayne Palmer       | |
| 1989–1992 | Penne Percy Korth           | |
| 1993–1996 | Leslie M. Alexander         | Auch akkreditiert auf den Komoren, stationiert in Port Louis                                              |
| 1996–1999 | Harold W. Geisel            | Auch akkreditiert auf den Komoren und Seychellen, stationiert in Port Louis                               |
| 2000–2001 | Mark Wylea Erwin            | Auch akkreditiert auf den Komoren und Seychellen, stationiert in Port Louis                               |
| 2002–2005 | John Price                  | Auch akkreditiert auf den Komoren und Seychellen, stationiert in Port Louis                               |
| 2005–2006 | Stephen Michael Schwartz    | Chargé d’Affaires ad interim, auch akkreditiert auf den Komoren und Seychellen, stationiert in Port Louis |
| 2006–2009 | Cesar Benito Cabrera        | Auch akkreditiert auf den Seychellen, stationiert in Port Louis                                           |
| 2010–2011 | Mary Jo Wills               | Auch akkreditiert auf den Seychellen, stationiert in Port Louis                                           |
| 2011–2012 | Troy D. Fitrell             | Chargé d’Affaires ad interim, auch akkreditiert auf den Seychellen, stationiert in Port Louis             |
| 2012–2016 | Shari Villarosa             | Auch akkreditiert auf den Seychellen, stationiert in Port Louis                                           |
| 2016–2018 | Melanie Zimmerman           | Chargé d’Affaires ad interim, auch akkreditiert auf den Seychellen, stationiert in Port Louis             |
| 2018–2021 | David D. Reimer             | Auch akkreditiert auf den Seychellen, stationiert in Port Louis                                           |
| 2022–     | Satrajit (Jitu) Sardar      | Chargé d’Affaires ad interim, auch akkreditiert auf den Seychellen, stationiert in Port Louis             |